# Attica (Indiana)
Attica és una població dels Estats Units a l'estat d'Indiana. Segons el cens del 2006 tenia 3.441 habitants.

## Demografia
Segons el cens del 2000, Attica tenia 3.491 habitants, 1.415 habitatges, i 935 famílies. La densitat de població era de 886,8 habitants per km².
Dels 1.415 habitatges en un 30,2% hi vivien nens de menys de 18 anys, en un 50,5% hi vivien parelles casades, en un 9,3% dones solteres, i en un 33,9% no eren unitats familiars. En el 29,8% dels habitatges hi vivien persones soles el 17,2% de les quals corresponia a persones de 65 anys o més que vivien soles. El nombre mitjà de persones vivint en cada habitatge era de 2,43 i el nombre mitjà de persones que vivien en cada família era de 2,98.
Per edats la població es repartia de la següent manera: un 25,6% tenia menys de 18 anys, un 8,2% entre 18 i 24, un 27,3% entre 25 i 44, un 21,6% de 45 a 60 i un 17,3% 65 anys o més.
L'edat mediana era de 37 anys. Per cada 100 dones de 18 o més anys hi havia 86,6 homes.
La renda mediana per habitatge era de 33.191 $ i la renda mediana per família de 45.137 $. Els homes tenien una renda mediana de 34.665 $ mentre que les dones 19.384 $. La renda per capita de la població era de 16.802 $. Entorn del 7% de les famílies i l'11,3% de la població estaven per davall del llindar de pobresa.

## Poblacions més properes
El següent diagrama mostra les poblacions més properes.